# وزارت دفاع (پاکستان)
وزارت دفاع پاکستان (انگلیسی: Ministry of Defence) وزارتخانه‌ای از دولت فدرال پاکستان است که وظیفه دفاع از منافع ملی و تمامیت ارضی پاکستان را برعهده دارد. وزارت دفاع بر اجرای مأموریت‌ها و سیاست‌های دفاعی پاکستان نظارت دارد و بر تمام سازمان‌های دولتی که بطور مستقیم با امنیت ملی و نیروهای مسلح پاکستان مرتبط هستند، نظارت می‌کند.
وجود و وظایف این وزارتخانه به‌طور قانونی در بخش دوازدهم، فصل دوم قانون اساسی پاکستان تعریف شده است که وزیر دفاع، مسئول آن است و بطور مستقیم به نخست‌وزیر پاکستان گزارش می‌دهد.
مسئولیت‌های تهیه، تولید و ساخت تجهیزات دفاعی و نظامی در سال ۲۰۰۴ به وزارت تولید دفاعی پاکستان واگذار شد. وزارت دفاع پاکستان از نظر بودجه و همچنین کارکنان، یکی از بزرگ‌ترین وزارتخانه‌های فدرال دولت پاکستان است.